# ÖBB 2041
Die Reihe 2041 der Österreichischen Bundesbahnen (ÖBB) war eine vierachsige Diesellokomotive. Die Maschine wurde von Simmering-Graz-Pauker gebaut. Sie war eine Prototyp-Diesellokomotive.

## Geschichte
Dieser Prototyp wurde von Simmering-Graz-Pauker 1962 als LDH 1100/1250 gebaut und war als Ersatz für Dampflokomotiven auf Nebenbahnen und weniger stark befahrenen Hauptbahnen vorgesehen. Die Lok wurde ab 1962 von den ÖBB gemietet und ging 1968 als 2041 in deren Bestand über. Da die Lok wie von den ÖBB verlangt nur einen Achslast von 16 t hatte, konnte sie auf allen Nebenbahnen eingesetzt werden. Sie wurde als 2041.001 in der Zugförderungsleitung Wien Ost für alle Zuggattungen eingesetzt. Die Lokomotive hatte als erstes Dieseltriebfahrzeug ein Dieselaggregat für die Versorgung der Zugsammelschiene, die der Heizung der Reisezugwagen dient. Die 2041.001 bewährte sich abgesehen von Problemen mit dem ersten Motor und punktuellen Schwachstellen im Getriebe grundsätzlich gut, sie kam jedoch zu spät. Es war bereits die Entscheidung zur Beschaffung der „Einheitsdiesellokomotiven“ der späteren Reihen 2043 und 2143 gefallen. Deshalb kam es zu keiner Serienbeschaffung dieser Bauart. Der bei diesem Triebfahrzeug verwendete und auf eine Leistung von 920 kW bei 1400/min eingestellte Motor der Bauart T 12b der  Simmering-Graz-Pauker AG brachte aber wertvolle Erkenntnisse, die zur Entwicklung des Motors T 12c führten. Später erhielt diese Lokomotive auch einen auf 1040 kW bei 1470/min eingestellten T 12c-Motor. Die Lok wurde schlussendlich aufgrund der bei Einzelstücken üblichen Probleme im Jahr 1974 ausgemustert. Die ÖBB bauten den funktionsfähige T 12c-Motor der 2041.001 nach deren Ausmusterung in die Anlage 2 der 2020.01 ein, nachdem dieser Motor einen Schaden erlitten hatte.